# Glun
Glun é uma comuna francesa na região administrativa de Auvérnia-Ródano-Alpes, no departamento de Ardèche. Estende-se por uma área de 7,56 km². Em 2010 a comuna tinha 712 habitantes (densidade: 94,2 hab./km²).